# Miloš Džugurdić
Miloš Džugurdić (Kirin Serbia: Милош Џугурдић; sinh 2 tháng 12 năm 1992) là một tiền đạo bóng đá Serbia thi đấu cho FK Skopje.